# Список министров сельского хозяйства Республики Башкортостан
Список министров сельского хозяйства Республики Башкортостан  содержит названия органов государственной власти, курировавший агросектор, имена людей, возглавлявших эти органы власти, названия занимаемой ими должности в РСФСР (до 1924), СССР (1924-1991) и современной Российской Федерации (с 1992), годы руководства. 
- Мурзабулатов Сулейман Шангареевич — нарком земледелия БАССР 1920—1923
- Беляев Александр Ильич — нарком земледелия БАССР 1923
- Баширов Сагибгарей Салимгареевич - нарком земледелия БАССР 1924
- Мухаметкулов Аксан Баймурзич — нарком земледелия БАССР 1924—1925
- Тухватуллин Шакир Динисламович — нарком земледелия БАССР 1925—1927
- Даутов Шагиахмет Мухаметдинович — нарком земледелия БАССР  1928—1930
- Амиров Заки Лукманович — нарком земледелия БАССР  1932—1935
- Асхадуллин Ахмет Мухтарович — нарком земледелия БАССР  1935—1937
- Ягудин Гимат Зигангирович — нарком земледелия БАССР  1937
- Габдуллин Гариф Абдуллович — нарком земледелия БАССР  1937
- Терентьев Макар Леонтьевич — нарком земледелия БАССР  1937—1939
- Ермолаев Алексей Константинович — нарком земледелия БАССР  1939—1944
- Иванов Леонид Александрович — нарком земледелия БАССР  1944—1946
- Денисов Алексей Алексеевич — министр земледелия БАССР 1946 , министр сельского хозяйства БАССР  1947—1949
- Еркеев Идиатша Ахметшович — министр животноводства БАССР 1946—1947
- Набиуллин Валей Габеевич — министр животноводства БАССР 1946 , министр сельского хозяйства БАССР 1949—1951
- Симонов Иван Ильич — министр сельского хозяйства БАССР 1951—1952
- Веретенников Александр Павлович — министр сельского хозяйства БАССР 1952—1956, 1965—1968
- Гатауллин Шаих Мурзинович — министр сельского хозяйства и заготовок БАССР 1953
- Уразбахтин Нурулла Хабибрахманович — министр сельского хозяйства БАССР 1956—1962, министр производства и заготовок сельхозпродуктов БАССР 1962—1965
- Тартыков Садык Насрутдинович — министр сельского хозяйства  БАССР 1968—1973
- Аминев Ахмет Гатаевич — министр сельского хозяйства БАССР  1973—1982
- Гайсин Шайхутдин Мусинович —  министр сельского хозяйства БАССР  1982—1985
- Вагапов Афгал Гиниятович — Председатель АПК, ГАПК  БАССР 1985—1987
- Габитов Исмагил Ахмадуллович — министр сельского хозяйства и продовольствия Республики Башкортостан 1991—1995
- Сайфуллин Франис Аскарьянович — министр сельского хозяйства и продовольствия Республики Башкортостан  1995—2000
- Минеев Михаил Иванович — министр сельского хозяйства и продовольствия Республики Башкортостан  2000—2001
- Горобец Григорий Васильевич — министр сельского хозяйства Республики Башкортостан  2002—2007
- Вахитов Шамиль Хуснуллович — министр сельского хозяйства Республики Башкортостан  2007—2010
- Зиганшин Азат Салаватович — министр сельского хозяйства Республики Башкортостан  2010
- Исаев Эрнст Фаритович — министр сельского хозяйства Республики Башкортостан  2010—2012
- Коваленко Николай Анатольевич — министр сельского хозяйства Республики Башкортостан 2012—2016
- Фазрахманов Ильшат Ильдусович — министр сельского хозяйства Республики Башкортостан  2016  — н.в.